# Tierra de nadie
Tierra de nadie/No man’s land – debiutancki album José Ángela Hevíí Velasco (Hevia) z 1998 roku.
Za dystrybucję w Hiszpanii odpowiadał Odeon Records, w Polsce – Pomaton EMI.
Album wyprodukowali: Hevia (utwory 1, 2, 4, 5, 7, 8, 10, 11), Ramon Prada (utwór 9) i Toli Morilla (utwory 3, 6).

## Lista utworów
1. Busindre reel (04:37)
2. Naves (04:38)
3. Si la nieve (05:00)
4. Gaviotes (03:41)
5. El garrotín (04:36)
6. El ramu (03:01)
7. La línea trazada (03:30)
8. Llaciana (03:26)
9. Sobrepena (04:23)
10. Barganaz (03:32)
11. Añada (04:39)

## Notowania
| Kraj/Region | Pozycja | Status | Sprzedaż |
| ----------- | ------- | ------ | -------- |
| Węgry       | 1       |        |          |